# Agios Georgios (Famagosta)
Agios Georgios (in greco Άγιος Γεώργιος?; in turco Aygün o Ayyorgi) è un villaggio di Cipro, a sud-ovest della città di Trikomo.  Il villaggio si trova de facto nel distretto di Iskele della Repubblica Turca di Cipro del Nord, mentre de iure appartiene al distretto di Famagosta della Repubblica di Cipro. Prima del 1974 il villaggio era greco-cipriota. 
Nel 2011, Agios Georgios aveva una popolazione di 414 abitanti.

## Geografia fisica
Il villaggio è situato nella Messaria, ai confini con la penisola del Karpas, 5 km a sud-ovest della città di Trikomo.

## Origini del nome
Il villaggio prende il nome dalla chiesa medievale di "Agios Georgios Spatharikon", situata tra questo villaggio e quello di Spathariko. Nel 1975, i turco-ciprioti cambiarono il nome in Aygün, che è un nome di persona che significa letteralmente "Giorno di luna".

## Società

### Evoluzione demografica
Agios Georgios appare nella maggior parte dei censimenti come un villaggio esclusivamente greco-cipriota. Probabilmente era un villaggio misto fino al periodo della dominazione britannica, poiché nel 1891, tredici anni dopo l'arrivo degli inglesi, nel villaggio risiedevano ancora cinque musulmani. Il censimento del 1831 mostra che i cristiani costituivano quasi l'86% della popolazione. Nel 1901 non c'erano più musulmani nel villaggio. La popolazione totale del villaggio ebbe un aumento costante durante il periodo britannico, da 255 abitanti nel 1891 a 446 nel 1960.
Tutti i greco-ciprioti di Agios Georgios, tranne tre, fuggirono nel 1974, e i tre che erano rimasti nel villaggio non ci vivevano più nel dicembre 1980. Attualmente, come il resto dei rifugiati greco-ciprioti, i greco-ciprioti di Agios Georgios sono sparsi nel sud dell'isola, soprattutto nelle città. Il numero di greco-ciprioti sfollati nel 1974 era di circa 470 (464 nel censimento del 1973).
In Agios Georgios vennero insediati  sfollati turco-ciprioti da varie aree del sud dell'isola, tra cui Larnaca e alcuni villaggi del distretto di Paphos. Tuttavia, il villaggio fu anche utilizzato per l'insediamento di cittadini turchi dalla Turchia nel 1975 e 1976, principalmente dalla provincia di Sivas nella Turchia orientale e dal distretto di Çarşamba sulla costa del Mar Nero. Le persone originarie della Turchia ora costituiscono la maggioranza degli abitanti del villaggio. Il censimento del 2006 poneva la popolazione del villaggio a 380 persone.